# 경포대초등학교
경포대초등학교는 대한민국 강원특별자치도 강릉시에 있는 초등학교다.

## 학교 연혁
- 1966.12.27 경포국민학교 경포대분교장 설립허가
- 1967.12.06 경포대국민학교 설립인가
- 1968.03.01 초대 교장 김진섭 부임
- 1968.03.25 개교
- 1971.02.25 제1회 졸업식
- 1981.03.01 병설유치원 개원
- 1996.03.01 경포대초등학교로 학교명 개칭
- 2011.09.01 제22대 유제원 교장 취임
- 2015.02.13 제45회 졸업(졸업생 남자 7명, 여자 3명 계 10명 졸업 / 총졸업생 남 932명, 여자 846명 계 1778명)